# Rhogeessa genowaysi
Rhogeessa genowaysi — вид родини лиликових.

## Середовище проживання
Поширення: Мексика. Мешкає в низинних тропічних лісах. Його дуже важко відрізнити від широко поширеного виду Rhogeessa tumida. Це повітряний комахоїдний кажан, котрий одним з перших з'являться ввечері для полювання. 

## Загрози та охорона
Загрозами для цього виду є тропічні шторми і втрата середовища проживання через перетворення їх в цілях сільського господарства.